# 森一生
森 一生（もり かずお、1911年1月15日 - 1989年6月29日）は、日本の映画監督、演出家。通り名で「もり いっせい」とも呼ばれる。

## 来歴・人物
愛媛県松山市に生まれる、その後は九州の八幡へと移り住んだ。京都帝国大学文学部を卒業。1933年、日活太秦撮影所に入所するも、脚本部へ配属された。後に永田雅一により、第一映画社が創設され、主に伊藤大輔監督の助監督となる。
1934年に第一映画社、1936年に新興キネマへ移籍した。伊藤大輔、犬塚稔らの助監督を経て、1936年、『仇討膝栗毛』で監督デビューする。その後、新興キネマを吸収した大映に移籍し、『大阪商人』などを監督。特に『大村益二郎』は高く評価されたが、程なく応召され中国へと派遣された。
復員後は大映京都撮影所入りし、多くのプログラムピクチャーを監督。黒澤明とは、ほぼ同世代の映画人ということで戦前からの友人であり、黒澤脚本の『決闘鍵屋の辻』を撮り、のちに黒澤脚本の『日露戦争勝利の秘史 敵中横断三百里』も監督している。大映では『座頭市シリーズ』、『忍びの者シリーズ』に代表される時代劇を主に監督した。
『不知火検校』においては勝新太郎の新しい魅力を引き出し、『座頭市』製作へのお膳立てをした。他には『薄桜記』などが時代劇の代表作品である。現代劇では『兵隊やくざ』シリーズや『ある殺し屋の鍵』などを監督した。
1971年の大映倒産後は、テレビドラマの演出を手がけ、『木枯し紋次郎』、『座頭市物語』、『横溝正史シリーズ』など多くの作品を手がけた。1987年、京都市文化功労者。1989年6月29日死去。78歳没。墓所は天龍寺三秀院。

## フィルモグラフィー

### 映画
- 仇討膝栗毛（1936年）
- 祐天吉松（1937年）
- 錦絵江戸姿 旗本と町奴（1939年）
- お伊勢詣り（1939年）
- 鬼あざみ（1939年）
- 大阪町人（1942年）
- 三代の盃（1942年）
- 大村益次郎（1942年）
- 槍おどり五十三次（1946年）
- 龍虎伝（1947年）
- 婦人警察官（1947年）
- 生活の樹（1947年）
- 山猫令嬢（1948年）
- 狙われた女（1948年）
- 黒雲街道（1948年）※松田定次と共同担当。
- 紅蓮菩薩（1949年）
- わたしの名は情婦（1949年）
- エノケン・笠置の極楽夫婦（1949年）
- 私は狙われている（1950年）
- ごろつき船（1950年）
- 阿修羅判官（1951年）
- 銭形平次（1951年）
- 花ある怒濤（1951年）
- 逢魔が辻の決闘（1951年）
- 荒木又右衛門 決闘鍵屋の辻（1952年）
- 銭形平次捕物控 地獄の門（1952年）
- 新やじきた道中（1952年）
- 腰抜け巌流島（1952年）
- 銭形平次捕物控 からくり屋敷（1953年）
- 絵本猿飛佐助（1953年）
- 花の講道館（1953年）
- 刺青殺人事件（1953年）
- 銭形平次捕物控 金色の狼（1953年）
- 鯉名の銀平（1954年）
- 酔いどれ二刀流（1954年）
- 知らずの弥太郎（1954年）
- 緑の仲間（1954年）
- 螢の光（1955年）
- 花ざかり男一代（1955年）
- 風雪講道館（1955年）
- 藤十郎の恋（1955年）
- 長崎の夜（1955年）
- 俺は藤吉郎（1955年）
- まらそん侍（1956年）
- 刑事部屋（1956年）
- 銭形平次捕物控 人肌蜘蛛（1956年）
- あばれ鳶（1956年）
- 朱雀門（1957年）
- 弥太郎笠（1957年）
- 万五郎天狗（1957年）
- 稲妻街道（1957年）
- 日露戦争勝利の秘史 敵中横断三百里（1957年）
- 赤胴鈴之助 三つ目の鳥人（1958年）
- 七番目の密使（1958年）
- 人肌孔雀（1958年）
- 人肌牡丹（1958年）
- 若き日の信長（1959年）
- 次郎長富士（1959年）
- 薄桜記（1959年）
- 濡れ髪喧嘩旅（1960年）
- 続次郎長富士（1960年）
- 不知火検校（1960年）
- 忠直卿行状記（1960年）
- 風と雲と砦（1961年）
- おけさ唄えば（1961年）
- 大菩薩峠 完結篇（1961年）
- 怪談蚊喰鳥（1961年）
- 新源氏物語（1961年）
- 化身（1962年）
- 三代の盃（1962年）
- 新悪名（1962年）
- 江戸へ百七十里（1962年）
- 続・座頭市物語（1962年）
- 陽気な殿様（1962年）
- 破れ傘長庵（1963年）
- 悪名市場（1963年）
- てんやわんや次郎長道中（1963年）
- 悪名波止場（1963年）
- 新・忍びの者（1963年）
- ど根性物語 図太い奴（1964年）
- 昨日消えた男（1964年）
- 駿河遊侠伝 賭場荒し（1964年）
- 悪名太鼓（1964年）
- 博徒ざむらい（1964年）
- 駿河遊侠伝 度胸がらす（1965年）
- 暴れ犬（1965年）
- 忍びの者 伊賀屋敷（1965年）
- 座頭市逆手斬り（1965年）
- ほんだら剣法（1965年）
- 忍びの者 新・霧隠才蔵（1966年）
- ほんだら捕物帖（1966年）
- 兵隊やくざ 脱獄（1966年）
- 陸軍中野学校 雲一号指令（1966年）
- 大魔神逆襲（1966年）
- あの試走車を狙え（1967年）
- ある殺し屋（1967年）
- 若親分兇状旅（1967年）
- ある殺し屋の鍵（1967年）
- 悪名十八番（1968年）
- 鉄砲伝来記（1968年）
- 秘録おんな蔵（1968年）
- 出獄四十八時間（1969年）
- 関東おんな極道（1969年）
- 関東おんな悪名（1969年）
- 四谷怪談 お岩の亡霊（1969年）
- 眠狂四郎円月殺法 (1969年)
- 忍びの衆（1970年）
- あぶく銭（1970年）
- 皆殺しのスキャット（1970年）
- 若き日の講道館（1971年）
- 座頭市御用旅（1972年）

### テレビドラマ
- 戦国ロック はぐれ牙（1973年）7話
- 木曽街道いそぎ旅（1973年）8、10話
- 唖侍鬼一法眼（1973年）- 7話
- 座頭市物語（1974年）
- 八州犯科帳（1974年）- 11、13話
- 江戸の旋風（1975年) - 2、3、10、7、24、30、38、49話
- 痛快!河内山宗俊（1976年）- 4、11話
- 夫婦旅日記 さらば浪人（1976年）- 1、3、12、17、25話
- 江戸の旋風II（1976年-77年）- 11、22、23、33、49話
- 新・木枯し紋次郎（1977年 - 1978年）
- 江戸の旋風(3)（1977年 - 1978年）11、13、37、39話
- 横溝正史シリーズ　悪魔の手毬唄（1977年)
- 横溝正史シリーズII　不死蝶（1978年)
- 江戸の旋風IV（1978年 - 1979年）- 10、12、22、24話
- 江戸の波濤 (1979年)
- 新・江戸の旋風（1980年）- 6、17、18、23話
- 江戸の朝焼け (1980年) -2、4話
- 警視-K（1980年）
- 斬り捨て御免！第2シリーズ(1981年）- 1話
- 江戸の用心棒 (1981年) - 4)、4、19、23話
- 無明剣走る (1983年)

## 関連書籍
- 『森一生　映画旅』（草思社、1989年）